# Nova Express (rivista)
Nova Express è stata una rivista italiana di fumetti, pubblicata dall'editore bolognese Granata Press dal 1991 al 1996, diretta e ideata dal critico e curatore editoriale Luigi Bernardi.
Sulle sue pagine, oltre ad articoli dedicati a diverse produzioni culturali di avanguardia, all'attualità politica e all'evoluzione tecnologica, trovarono spazio grandi autori del fumetto d'autore contemporaneo, sia britannici ed americani (Frank Miller, Dave Gibbons, Howard Chaykin, Pat Mills, Kevin O' Neill, Pete Milligan, Jamie Hewlett), che franco-belgi (Alex Varenne, Beb Deum, Pirus, Mezzo), ma anche giapponesi (Ryōichi Ikegami) e italiani (Lorenzo Mattotti, Igort, Roberto Baldazzini, Franco Saudelli, Onofrio Catacchio, Otto Gabos, Vanna Vinci, Davide Fabbri).